# Cymonympha
Cymonympha é um gênero de mariposa pertencente à família Acrolepiidae.